# Olympische Sommerspiele 2008/Teilnehmer (Oman)
| Gelbes Symbol für Goldmedaillen mit stilisierten Olympischen Ringen | Graues Symbol für Silbermedaillen mit stilisierten Olympischen Ringen | Braundes Symbol für Bronzemedaillen mit stilisierten Olympischen Ringen |
| ------------------------------------------------------------------- | --------------------------------------------------------------------- | ----------------------------------------------------------------------- |
| —                                                                   | —                                                                     | —                                                                       |

Oman war mit der Teilnahme an den Olympischen Sommerspielen 2008 in Peking insgesamt zum siebten Mal bei Olympischen Spielen vertreten. Die erste Teilnahme war 1984. Zum ersten Mal in der olympischen Geschichte Omans nahm eine Frau an den Olympischen Spielen teil.

## Teilnehmer nach Sportarten

### Leichtathletik
| Disziplin        | Männer            | Frauen              |
| ---------------- | ----------------- | ------------------- |
| 100 Meter Sprint | Abdullah al-Sooli | Buthaina al-Yaqoubi |
| 200 Meter Sprint |                   |                     |

### Schießen
- Allah Dad Al-Balushi
Männer, 50 Meter Gewehr, liegend

### Schwimmen
- Mohammed Al-Habsi
Männer, 100 Meter Brust